# هیروکی موریا
 هیروکی موریا (انگلیسی: Hiroki Moriya؛ زاده ۱۶ اکتبر ۱۹۹۰) یک تنیس‌باز اهل ژاپن است. 